# Paredes de Coura (freguesia)
Paredes de Coura is een plaats (freguesia) in de Portugese gemeente Paredes de Coura en telt 1495 inwoners (2001).